# Kevin Love
Kevin Wesley Love (født d. 7. september 1988) er en amerikansk professionel basketballspiller, som spiller for NBA-holdet Miami Heat. 
Kevin Love har 5 gange været på ligaens All-Star hold, har vundet et NBA mesterskab med Cleveland Cavaliers i 2016, og har vundet guld ved OL i 2012 og ved VM i basketball i 2010 med det Amerikanske landshold.

## Baggrund
Kevin Loves far, Stan Love, var også professionel basketballspiller, og spillede 4 år i NBA mellem 1971-75. Kevin Loves onkel er Mike Love, som er kendt for at være forsanger for bandet The Beach Boys.

## Klubkarriere

### Minnesota Timberwolves
Kevin Love blev valgt af Memphis Grizzlies med det femte draft pick ved draften i 2008, men blev tradet videre til Minnesota Timberwolves samme dag. Love imponerede hurtigt som en god rotationspiller i sin debutsæson. Love kom på All-Rookies Second Team, som er for de 6-10 bedste rookies fra den foregående sæson. Love fortsatte sin udvikling, og viste sig som en af ligaens bedste reboundere.
Love fik især mere spilletid efter at Timberwolves tradede Al Jefferson væk i sommeren 2011. Den 10. november 2010 spillede Love en af de bedste kampe i moderne NBA historie, da han scorede 31 point og greb 31 rebounds, som den første spiller med 30+ point og 30+ rebounds i en kamp siden Moses Malone gjorde det i 1982. Kevin Love kom lige akkurat også med på All-Star holdet i 2011 for første gang i hans karriere, da han overtog Yao Mings plads, som var skadet. Love vandt Most Improved Player for 2010-11 sæsonen, trods at Timberwolves sluttede som det værste hold i ligaen.
Det var dog ikke kun godt for Love og T-Wolves. Love ønskede en designated player kontrakt, som er en makskontrakt, der ville vare i 5 år. Denne kontrakt var typisk for holdenes stjernespiller, hvilke Love klart var. Timberwolves nægtede dog at give denne kontrakt, og gav ham i stedet for en kontrakt, hvor at Love kunne forlade efter bare 2 år. Trods utilfredsheden over kontrakten, så forsatte Love med at spille på højt niveau. Love sluttede som nummer 6 i Most Valuable Player rankeringen i sæsonen.
Over de næste to sæsoner var Love stadig en stjerne i ligaen på et dårligt hold, og han døjede også med nogle skader. Trods dette var han en All-Star igen i 2014. Love var dog meget utilfreds med at Timberwolves fortsat var en af de dårligste hold i ligaen.

### Cleveland Cavaliers
Love blev tradet til Cleveland Cavaliers i sommeren 2014 for flere spillere, herunder Andrew Wiggins. Love fik nu lov til at spille på et godt hold sammen med LeBron James og Kyrie Irving. Love havde i Cleveland en markant reduceret rolle i forhold til det han var vant til. Trods dette, så spillede han stadig en vigtig rolle i at Cavs vandt 52 kampe. Love fik sin slutspilsdebut i første runde serien imod Boston Celtics, men blev skadet i den fjerde kamp under en duel om bolden med Kelly Olynyk. Love missede resten af slutspillet, og skulle opereres i skulderen som resultat af skaden. Cavs endte med at nå til finalen uden Love, men tabte i finalen til Golden State Warriors.
Love vendte tilbage kort inde i 2015-16 sæsonen, og var del af det Cleveland hold som var det bedste i den østlige konference. Med hele trioen friske, marcherede Cleveland til finalen, hvor de igen mødte Warriors. Alt så tabt ud da Cavs tabte 3 ud af de første 4 kampe, men vandt derefter alle 3 kampe i streg, og blev hermed det første hold i NBA historien, til at vinde NBA finalen efter at have tabte 3 af de første 4 kampe.
De to næste sæsoner var meget ens, i det at Cavs begge år var en af de bedste hold i ligaen, og begge år kom i finalen, hvor at de tabte til Warriors begge gange.
LeBron James valgte at forlade Cavaliers før 2018-19 sæsonen, et år efter at Irving havde forladt, og Love var nu efterladt som holdets sidste stjerne. Love skrev en ny kontrakt med Cleveland. Love begyndte dog at døje med flere skader efter at have underskrevet den nye kontrakt, som resulterede i hans spillede mindre og mindre over de næste sæsoner. I februar 2023 annoncerede Cavaliers at de var blevet enige med Love om ophæve hans kontrakt.

### Miami Heat
To dage efter at have fået sin kontrakt ophævet med Cavaliers, blev det offentliggjordt, at Love skiftede til Miami Heat.

## Landsholdskarriere
Love har været aktiv på den amerikanske landshold over mange år, og var med til at vinde OL guld ved OL i London i 2012 og til at vinde guld i VM i basketball 2010.
Love forsøgte at gøre comeback på landsholdet til OL i Tokyo i 2020, men måtte trække sig da han ikke var frisk nok ovenpå en skade.